# Titration nach Mohr
Die Titration nach Mohr ist eine Methode zur quantitativen Bestimmung von Chlorid- und Bromidionen. Sie wird zur Argentometrie gezählt. Benannt ist die Methode nach dem deutschen Pharmazeuten Karl Friedrich Mohr.

## Titration
Bei dieser Titration wird die chlorid- oder bromidhaltige Lösung direkt mit Silbernitrat-Maßlösung titriert. Als Indikator wird dabei Kaliumchromat verwendet. Am Äquivalenzpunkt wird dabei Silberchromat gebildet. Dieses ist schwerlöslich und im Gegensatz zum ebenfalls schwerlöslichen Silberchlorid rotbraun.
{\displaystyle \mathrm {Cl_{(aq)}^{-}+Ag_{(aq)}^{+}\longrightarrow AgCl\downarrow } }
Bis zum Äquivalenzpunkt fällt bei Zugabe von Silbernitratlösung weißes Silberchlorid aus.
{\displaystyle \mathrm {CrO_{4(aq)}^{2-}+2\ Ag_{(aq)}^{+}\longrightarrow Ag_{2}CrO_{4}\downarrow } }
Ab dem Äquivalenzpunkt bildet sich schwerlösliches Silberchromat, das als rotbrauner Niederschlag ausfällt.

## Bedingungen
Bei dieser Titration ist es wichtig, einen pH-Wert zwischen 6,5 und 10,5 einzuhalten, da sonst verfälschte Ergebnisse erhalten werden. Dies wird meist mit Essigsäure oder Natriumhydrogencarbonat-Lösung erreicht. Ist die Lösung zu sauer, so liegt das Kaliumchromat vorwiegend als Dichromat vor, der Farbumschlag erfolgt zu spät. Im basischen Bereich fällt schwerlösliches Silber(I)-oxid aus, das ebenfalls die Ergebnisse verfälscht. Iodid kann nicht nach Mohr titriert werden, weil das als Indikator verwendete Chromat das Iodid zu Iod oder höheren Oxidationsstufen oxidiert. Zum einen käme es so zu Minderbefunden, zum anderen würde sich der Indikator verbrauchen, könnte also auch nicht mehr als solcher fungieren.

## Sonstiges
Dieses Bestimmungsverfahren wird im Österreichischen Arzneibuch (ÖAB) angewendet.
Ähnliche Bestimmungsverfahren für Halogenidionen, die ohne das giftige Chromat auskommen, sind die Titration nach Fajans und die Titration nach Volhard.